# Fase 7
Fase 7 es una película argentina de comedia-terror de 2010 escrita y dirigida por Nicolás Goldbart y protagonizada por Daniel Hendler, Jazmín Stuart, Yayo Guridi y Federico Luppi. Se exhibió en el Festival Internacional de Cine de Mar del Plata el 14 de noviembre de 2010 y llegó a los cines argentinos el 3 de marzo de 2011; recibió buenas críticas en general, tanto en su país de origen como en Estados Unidos.

## Sinopsis
Coco (Hendler) y Pipi (Stuart) son una pareja que acaban de mudarse a un edificio, el cual ha sido puesto en cuarentena bajo el contexto de una pandemia. Todo se complica debido a la falta de alimento e insumos básicos, lo que genera una gran tensión entre todos los habitantes del edificio. Al poco tiempo Coco debe aliarse con su vecino Horacio (Yayo Guridi), un hombre antipático e inestable, pero cuya supuesta paranoia, basada en la teoría de conspiración sobre el Nuevo Orden Mundial, lo ha llevado a estar realmente preparado para proteger y ayudar a Coco y a su novia ante el caos que está por surgir en el edificio y más allá.

## Reparto
Participaron en el filme los siguientes intérpretes:
- Daniel Hendler ... Martín, Coco
- Jazmín Stuart ... Pipi
- Yayo Guridi ... Horacio Tomasso
- Federico Luppi ... Zanutto
- Carlos Bermejo ... Guglierini
- Abian Vainstein ... Lange
- Fiorella Indelicato ... Luli Tomasso

## Recepción
Fase 7 fue bien recibida por la mayoría de la crítica. En una recopilación de las crìticas del filme en el sitio de reseñas Todas Las Críticas, este alcanzó un porcentaje de aprobación de 70%, de un total de 40 críticas.